# Radiotelescopio di Noto
Il radiotelescopio di Noto è un osservatorio astronomico che studia l'universo nelle frequenze radio, è situato nel comune di Noto (in provincia di Siracusa). L'osservatorio appartiene ed è finanziato dall'INAF, la sua gestione è affidata all'Istituto di radioastronomia (IRA) di Bologna. L'osservatorio è stato inaugurato nel 1988. L'antenna è posizionata alle coordinate 36°52′34″N 14°59′21″E.

## Scopo e tecnica d'uso
Il radiotelescopio è stato creato per ricerche astronomiche e geodetiche costituendo assieme ad altri radiotelescopi reti per osservazioni interferometriche su lunghissima base (VLBI)europee e mondiali. Operando di concerto queste reti di radiotelescopi registrano contemporaneamente le onde radio emesse da un corpo celeste e analizzando tutti i dati con la tecnica dell'interferometria se ne possono trarre dati equivalenti a quelli di un radiotelescopio con un'antenna del diametro pari alla distanza tra i radiotelescopi costituenti la rete, arrivando così a costituire anche un'antenna virtuale del diametro della Terra. Il radiotelescopio è usato anche per lo studio e la sorveglianza dei detriti spaziali.

## Strumentazione
L'osservatorio compie le sue ricerche tramite un radiotelescopio dotato di un'antenna parabolica di 32 metri di diametro e del peso di 300 t. L'antenna è caratterizzata da una superficie attiva costituita da 244 pannelli riflettenti mobili per compensare le deformazioni a cui può essere soggetta la superficie parabolica migliorando in questo modo la ricezione delle alte frequenze.
L'antenna dispone di ricevitori che lavorano alle frequenze comprese tra 0,327 e 43 GigaHertz (GHz), sono in corso prove con un ricevitore per la frequenza 86 gigahertz.
Il radiotelescopio è stato collegato alla rete fibra ottica GARR per poter partecipare alle osservazioni interferometriche e-VLBI dell’European VLBI Network, la fibra ottica, inizialmente funzionante a 1 Gbit/s e in seguito portata a 10 Gbit/s, in modo da poter inviare i dati direttamente al centro di coordinamento della rete.

## Collaborazioni
Il radiotelescopio di Noto partecipa ai programmi RADIONET e NEXPRES, fa parte dell'European VLBI Network (EVN), del Joint Institute for VLBI in Europe (JIVE) e dell’International VLBI Service for Geodesy and Astrometry (IVS).